# Alessandrinismo
Il termine alessandrinismo  indica l'arte e la letteratura fiorita in età ellenistica nei maggiori centri culturali dell'Impero macedone, in particolare Alessandria d'Egitto.
In un senso più stretto, per alessandrinismo si può intendere l'arte e la cultura che fiorì ad Alessandria, alla corte dei Tolomei, nel periodo della costruzione della Biblioteca di Alessandria, inaugurata da Tolomeo I (290) e realizzata da Demetrio Falereo, oltreché del Museo di Alessandria, che divenne un luogo di incontro di artisti e dotti provenienti anche da altre località.
In senso lato, si parla di "alessandrinismo" per riferirsi a movimenti e tendenze artistiche e letterarie che privilegino la cura formale e la raffinata eleganza dei metodi espressivi e stilistici.

## Letteratura alessandrina
La letteratura alessandrina, estraniandosi dalla vita politica, si fa sempre più cosmopolita e insieme individualista, divenendo così patrimonio di pochi. La poesia d'amore mette da parte il vissuto e si trasforma in studio psicologico, dove leggende preziosamente erudite si intrecciano.
Il mito, privato del suo sentire eroico, si umanizza. La ragione prevale sulla fantasia. Nascono nuove forme poetiche e vengono riscoperti gli antichi generi dove erudizione e studio linguistico sono spinti al parossismo: l'epillio, l'epigramma, l'elegia eziologica, l'idillio pastorale e il poema didascalico. Callimaco, Teocrito e Apollonio di Rodi sono tra i poeti maggiori.
Per quanto concerne la retorica, il loro ideale è la semplicità degli antichi oratori attici.
A Roma l'influenza della poesia alessandrina incomincia con i neoteroi (I secolo a.C.), dei quali il principale esponente è il poeta Catullo. Lo stesso Ovidio è prettamente alessandrino, come d'altronde anche Orazio, che sembra essersi ispirato a un trattato di Filodemo (Sui poemi) nell'elaborazione della sua Ars poetica. Anche Virgilio nelle Bucoliche e, in misura minore, nelle Georgiche e nell'Eneide si rifà ai canoni alessandrini.

### Filologia alessandrina
Tra i filologi, ricordiamo Zenodoto, Aristofane di Bisanzio e Aristarco di Samotracia, che si fanno interpreti dei testi tramite una critica verbale in contrapposizione con la scuola di Pergamo, che prestano maggiore attenzione ai valori etici, letterari, e alla critica della parola in funzione esegetica, cioè del pensiero.
In grammatica, gli alessandrini sono analogisti, cioè puristi e conservatori, e perciò considerano la lingua come un insieme regolato da norme tradizionali derivanti dai classici, in opposizione alla scuola degli anomalisti di Pergamo, che, partendo da basi stoiche, lasciano maggiore libertà al linguaggio corrente.

## Arti figurative alessandrine

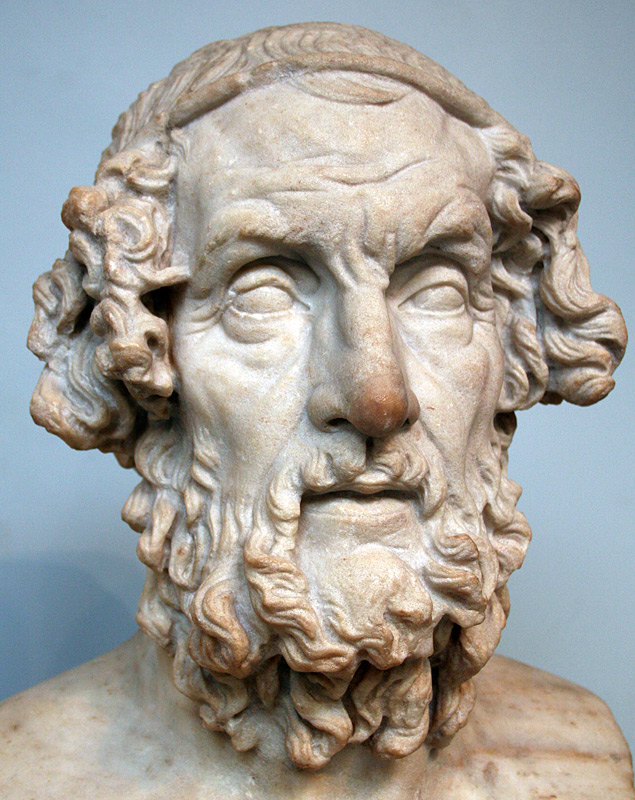
L'Omero cieco, al British Museum.

Purtroppo, la scomparsa di tutti i grandi monumenti alessandrini ci consente di affidarci quasi esclusivamente alla documentazione che attesta in Alessandria la fioritura tipica di un grande centro di opere di arte. Tra i gusti più spiccati si ricordano la pittura parietale, la coroplastica, il ritratto, le caricature, i soggetti di genere e una grande cura nell'architettura funeraria.  All'arte alessandrina si attribuisce una notevole influenza nella nascita e nello sviluppo del "rilievo pittorico", oltre ad impregnare di elementi e di caratteri l'arte copta. Alla pittura alessandrina viene accreditata anche la pittura in stile compendiario, simile alla stile pittorico scultoreo, e una notevole incidenza nel gusto pittorico dell'età romana.
Tra le opere giunte fino a noi, si ricordano il Gallo di Giza (Museo del Cairo), dalla forma pittorica espressionistica, e i ritratti di Omero cieco e dello Pseudo-Seneca.
L'arte alessandrina ha prodotto anche una grande quantità di vasi d'argento, vetri colorati e decorati e si è distinta nella glittica.

## Filosofia e scienza alessandrine
La città di Alessandria, accoglie in quel periodo valenti scienziati, quali il matematico Euclide e il suo allievo Apollonio di Perge, gli astronomi Aristarco di Samo, che è stato il primo a proporre una teoria eliocentrica, Ipparco di Nicea, il padre della trigonometria.
Anche se la filosofia alessandrina si limita, per lo più, a rielaborare dottrine precedenti, la città diviene ugualmente un centro di grande importanza, ospitando i peripatetici Demetrio Falereo e Stratone di Lampsaco.

## Influenze
Tra le influenze moderne nella letteratura e nell'arte si può in un certo senso parlare di Alessandrinismo per ogni movimento culturale che intenda il culto della forma come espressione ostentata di raffinatezza e di sensualità: dal Manierismo del XVII secolo alla letteratura erotica del XVIII, dalla lirica di Ronsard all'opera di André Chénier. Chiari influssi, infine, anche sul Neoclassicismo foscoliano, sul Decadentismo dannunziano e sui parnassiani.